# Infanterie-Division 45
„Infanterie-Division 45“ war die Bezeichnung für eine gegen Ende des Zweiten Weltkrieges neu verfügte Gliederungsstruktur der Infanterie-Divisionen des Heeres der deutschen Wehrmacht. 

## Geschichte
Am 10. Dezember 1944 erließ das Oberkommando des Heeres die Verfügung Nr. I/21 000/44 g. Kdos, gemäß der alle Infanterie-Divisionen, einschließlich der Volksgrenadier-Divisionen des Feldheeres, die Gliederung der „Infanterie-Division 45“ einnehmen sollten.
Ausgenommen waren lediglich die in Norwegen stationierten sechs Divisionen (210., 230., 270., 274., 280., 295.).
Die personelle Sollstärke betrug nun 352 Offiziere, 29 Beamte, 1947 Unteroffiziere und 9581 Mannschaften (inklusive 698 ausländische Hilfswillige). Die materielle Ausstattung bestand aus 7594 Gewehren, 1563 Pistolen, 462 leichten MG, 74 schweren MG, 79 Granatwerfern, 10 3,7-cm-FlaK, 12 7,5-cm-PaK, 35 Infanterie-Geschützen, 24 leichten Feldhaubitzen, 12 schweren Feldhaubitzen, 14 Sturmgeschützen, 138 Krädern, 146 PKW, 185 LKW, 32 Raupenschleppern Ost, 1273 bespannten Fahrzeugen, 368 unbespannten Fahrzeugen und 1456 Fahrrädern.
Aufgrund der zusammenbrechenden Fronten und der Material- und Personalengpässe wurde jedoch diese Umgliederung nur noch teilweise durchgeführt.

## Gliederung
Divisionsstab mit
- Kartenstelle/Druckereitrupp
- Feldgendarmerietrupp – meist als Feldgendarmerietrupp c (teilmot.)

Drei Grenadierregimenter, jeweils mit
- Regimentsstab/Stabskompanie mit Nachrichten-, Pionier- und Radfahrzug
- 2 Grenadier-Bataillonen, jeweils mit
  - 3 Schützen-Kompanien (9 leichte MG, 2 Züge mit Sturmgewehren)
  - 1 schweren Kompanie (8 schwere MG, 6 mittlere Granatwerfer, 4 leichte Infanteriegeschütze)
- Infanteriegeschütz-Kompanie (8 schwere Granatwerfer, 2 schwere Infanteriegeschütze)
- Panzerzerstörer-Kompanie (72 Raketenpanzerbüchsen, davon 18 als Gerätereserve ohne Bedienpersonal)

Füsilier-Bataillon – wie Grenadier-Bataillon, allerdings auf Fahrrädern beweglich gemacht
Panzerjägerabteilung mit
- 1. Kompanie mit 12 Pak 7,5 cm (mot.Z.)
- 2. Kompanie mit 14 Sturmgeschützen – diese Kompanie führte die Bezeichnung Panzerjäger-Kp., ab Februar 1945 Jagdpanzer-Kp. Die Ausrüstung mit Sturmgeschützen war nicht einheitlich, teilweise kamen auch andere Pak auf Selbstfahrlafetten zum Einsatz.
- 3. Kompanie mit 9 Flak 3,7 cm (mot.Z.)

Artillerieregiment mit
- Stabsbatterie
- 3 leichte Abteilungen, jeweils mit
  - 1 Stabsbatterie
  - 2 Batterien zu je 4 leFH 10,5 cm (bespannt)
  - 1 Batterie zu je 6 Feldkanonen oder Pak 7,5 cm (mot.)
- 1 schwere Abteilung mit
  - 1 Stabsbatterie
  - 2 Batterien zu je 6 sFH 15 cm (bespannt)

Pionierbataillon (teilmot.) mit 3 Kompanien
Nachrichtenabteilung (gekürzt) mit
- Fernsprechkompanie (teilmot.)
- Funkkompanie (mot.)
- Versorgungsstaffel

Feldersatzbataillon mit
- 4 Kompanien
- Divisionskampfschule

Sanitätsdienste
- Sanitätskompanie (teilmot.)
- Krankenkraftwagenzug

Divisions-Versorgungs-Regiment mit
- Divisionsverwaltungs-Kompanie (teilmot.), darin Bäckerei- und Schlächtereizug
- 1 Kraftfahrkompanie (120 t Kapazität, dabei Betriebsstofffahrzeuge)
- 2 Fahrschwadronen (bespannt, 30 t Kapazität)
- 1 Nachschubzug (teilmot.)
- 1 Werkstattkompanie (teilmot.)

Veterinärkompanie (bespannt)
Feldpostamt (teilmot.)